# بيت حجيرة (الحيمة الخارجية)

تعديل مصدري - تعديل

بيت حجيرة هي إحدى قرى عزلة الربع بمديرية الحيمة الخارجية التابعة لمحافظة صنعاء، بلغ تعداد سكانها 92 نسمة حسب تعداد اليمن لعام 2004.